# Corfino (Fluss)
Der Corfino ist ein linker Nebenfluss des Serchio, der nach insgesamt 12 km dem Serchio zufließt. Er ist als Torrente klassifiziert und fließt in der Landschaft der östlichen Garfagnana, Provinz Lucca, Toskana.

## Verlauf
Der Corfino entspringt im nördlichen Gemeindegebiet von Villa Collemandina unterhalb und südlich der Bergspitze des Monte Vecchio (1982 m) im nördlichen Apennin an der Grenze der Regionen Toskana und Emilia-Romagna (Toskana-Romagna-Apennin - Appennino tosco-romagnolo). Von hier fließt er Richtung Süden und passiert nordwestlich Sassorosso (993 m), südöstlich Corfino (820 m) und kurz östlich Canigiano (641 m). Danach erreicht er den Hauptort Villa Collemandina westlich, hier wird der Fluss zum Lago di Villa gestaut. Die Staumauer entstand 1914, hat eine Höhe von 37,50 m, eine Länge von 65 m und wird von der Enel betrieben. Danach fließt der Corfino weiter nach Süden und verlässt das Gemeindegebiet von Villa Collemandina nach insgesamt 9 km. Im Gemeindegebiet von Castiglione di Garfagnana gelangt er zunächst in die Nähe von Mozzanella (436 m) und dann zu Pian di Cerreto (421 m). Nach 2 km in Castiglione di Garfagnana erreicht er nun Pieve Fosciana. Hier verbringt er seine letzten 2 km und unterläuft die Staatsstraße SP 16 sowie die Eisenbahnbrücke Ponte sul Crofino der Bahnstrecke Aulla Lunigiana–Lucca, um dann nahe der Kirche Madonna delle Grazie (auch Madonna del Ponte) und der mittelalterlichen Brücke Ponte della Madonna südöstlich von Pontecosi (321 m) in den Stausee Lago di Pontecosi zu fließen. Der Stausee entstand 1925 und hat eine Staumauer von 33 m Höhe.

## Bilder

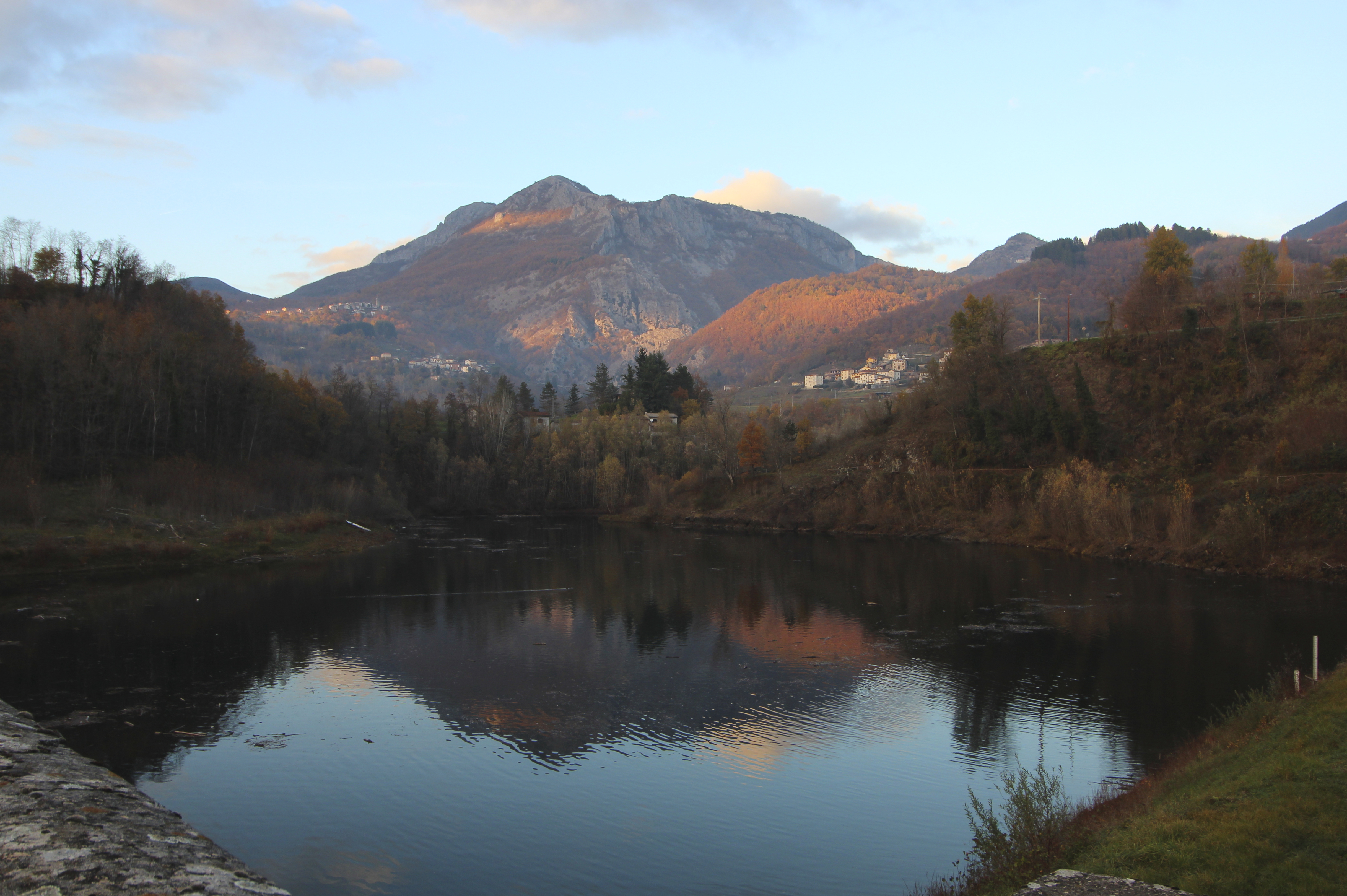
Der See Lago di Villa
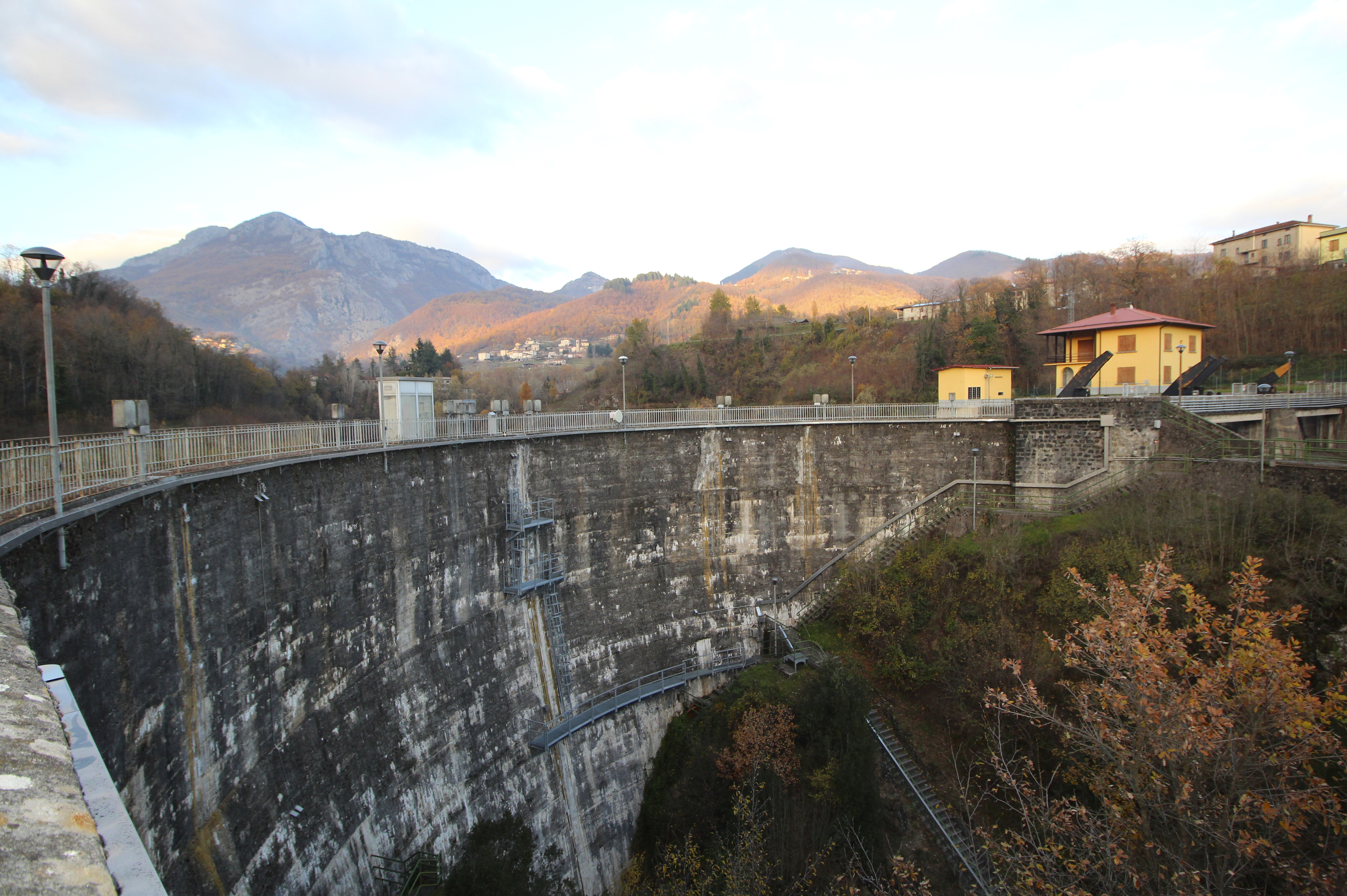
Die Staumauer des Lago di Villa
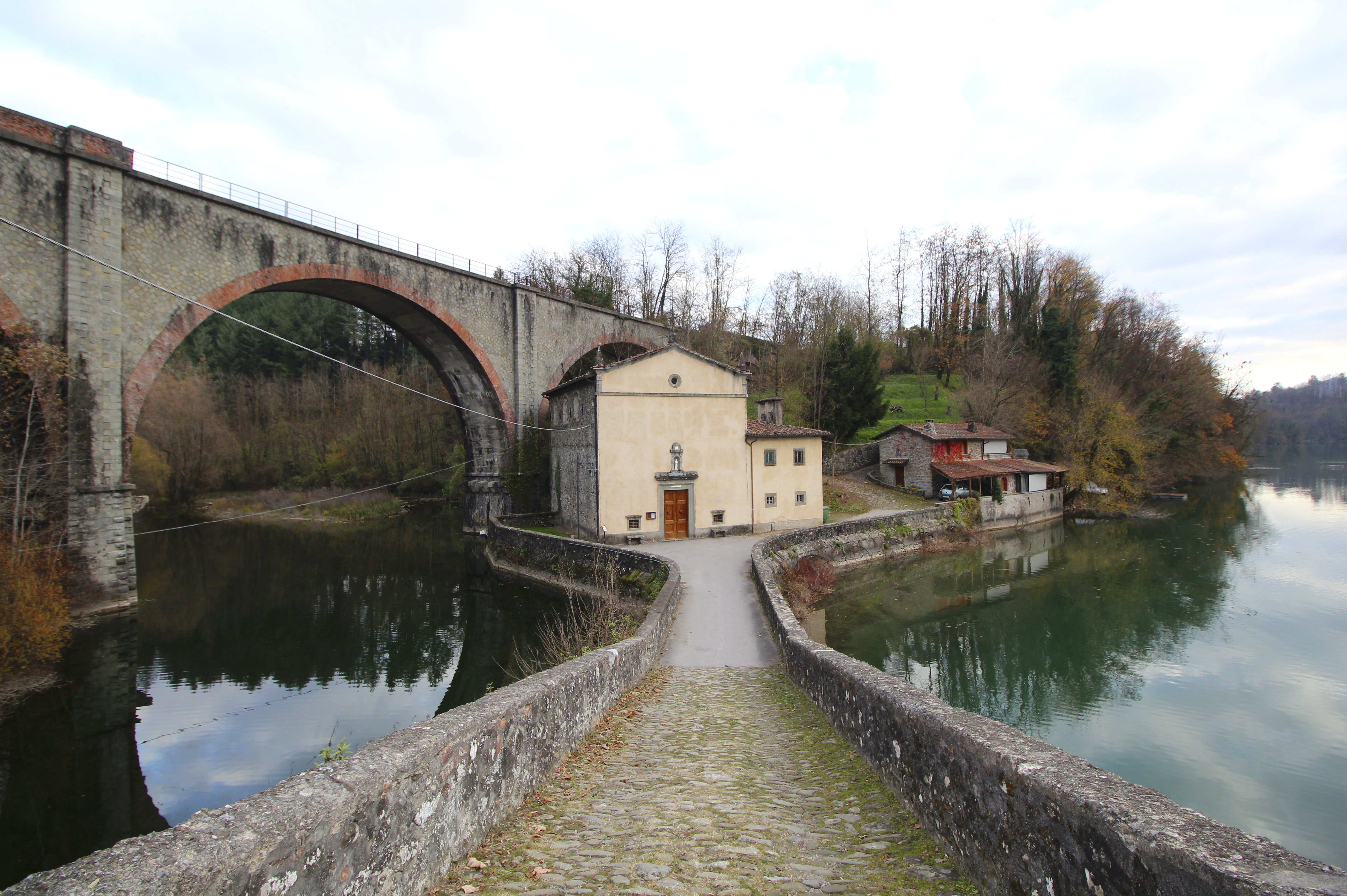
Der Zufluss des Corfino (links) in den Serchio am Lago di Pontecosi (mit der mittelalterlichen Brücke, der Eisenbahnbrücke und der Kirche Madonna della Grazie)
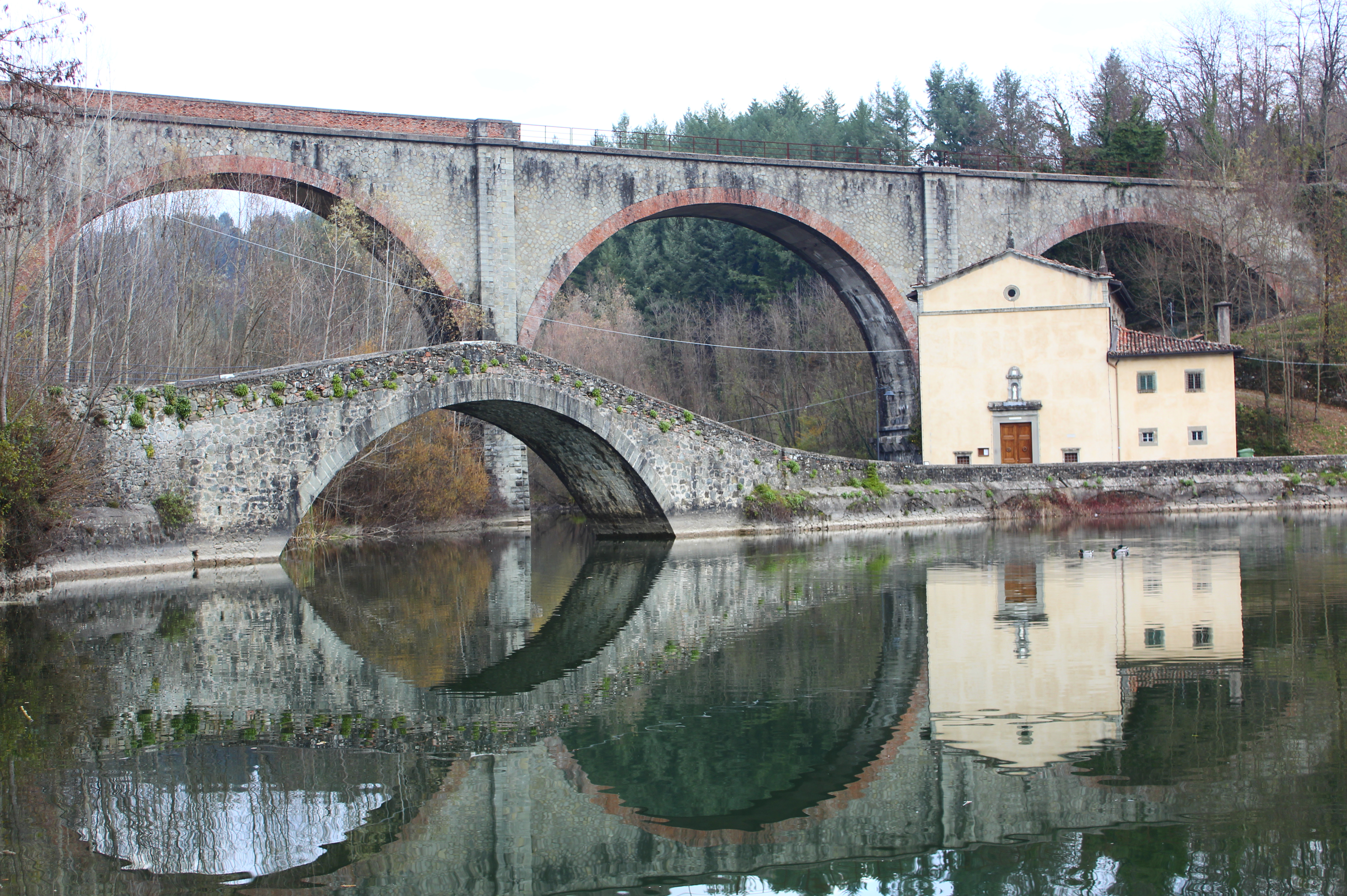
Der Zufluss des Corfino in den Serchio am Lago di Pontecosi (mit der mittelalterlichen Brücke, der Eisenbahnbrücke und der Kirche Madonna della Grazie)